# Говард, Кеннет, 1-й граф Эффингем
Кеннет Александр Говард (Ховард), 1-й граф Эффингем, GCB (29 ноября 1767 — 13 февраля 1845) был британским пэром и офицером.

## Семья
Его отец, Генри Говард (14 января 1736 года — 10 сентября 1811 года), был сыном генерал-лейтенанта Томаса Говарда и потомком по мужской линии Уильяма Говарда, первого барона Говарда из Эффингема. Его мать, Мария Маккензи (до 1751 — 29 января 1826), была по отцовской линии внучкой Уильяма Маккензи, 5-го графа Сифорта, а по материнской внучкой Александра Стюарта, 6-го графа Галлоуэя. С 1781 по 1786 год Говард был почётным пажом короля Георга III.

## Военная карьера
Говард был произведён в прапорщики Колдстримской гвардии 21 апреля 1786 года и служил со своим полком во Фландрии с февраля 1793 года по май 1795 года; 8 мая 1793 года был ранен в Сент-Амане. Он получил звание лейтенанта и капитана 25 апреля 1793 года (исполнял обязанности адъютанта своего полка с декабря 1793 года по декабрь 1797 года), капитана-лейтенанта и подполковника 30 декабря 1797 года и майора бригады гвардейской пехоты 17 апреля 1798 года; в этом звании он служил на протяжении всего ирландского восстания в том же году и в Голландской экспедиции герцога Йоркского в 1799 году. Во время этой кампании он присутствовал в каждом сражении. Был повышен до капитана и подполковника 25 июля 1799 года и в качестве заместителя генерального инспектора, генерального инспектора и командира иностранного отдела занимался связями с иностранными войсками, находящимися на английской службе. Он подал в отставку с этого поста после повышения до звания полковника и назначения адъютантом короля 1 января 1805 года. 4 августа 1808 года он стал майором своего полка, а 25 июля 1810 года генерал-майором.
В январе 1811 года Говард вступил в Пиренейскую армию и был назначен командующим бригадой первой дивизии вместо сэра Уильяма Эрскина. В июле следующего года он был переведён во вторую дивизию, которой он командовал в качестве старшего офицера под началом лорда Хилл до августа 1812 года. В ноябре того же года его выбрали в качестве командующего 1-й гвардейской бригадой в первой дивизии, а с июня 1813 года до конца войны он командовал всей этой дивизией под руководством сэра Джона Хоупа. Он присутствовал в битвах при Фуэнтес-де-Оноро, Арройо-дос-Молинос и Альмарасе, в двух последних был особо отмечен за храбрость в посланиях лорда Хилла, и получил благодарность от правительства страны. В 1813–14 гг. он постоянно принимал участие в пограничных операциях, и получил армейскую золотую медаль с одной металлической накладкой за Виторию и Нив. По окончании войны он стал лейтенантом-губернатором Портсмута и командующим Юго-Западного военного округа. Обязанности не позволили ему присоединиться к армии в Бельгии, но после Ватерлоо он был назначен командующим первой дивизией британской армии во время оккупации Парижа, с временным званием генерал-лейтенанта.
В 1816 году Говард унаследовал титул барона Говарда Эффингема от своего двоюродного брата Ричарда Говарда, 4-го графа Эффингема. В 1837 году ему был пожалован титул графа Эффингема.

## Семья
27 мая 1800 года лорд Эффингэм женился на леди Шарлотте Примроуз (примерно 1776 — 17 сентября 1864), дочери Нейла Примроуза, 3-го графа Роузбери, с которой у него было пять детей:
- Леди Шарлотта Говард (30 октября 1803 года — 8 марта 1886 года).
- Генри Говард, 2-й граф Эффингем.
- Чарльз Говард (6 декабря 1807 года — 8 марта 1882 года).
- Леди Арабелла Джорджина Говард (25 января 1809 года — 10 декабря 1884 года), вышла замуж за Френсиса Бэринга, 1-го барона Нортбрука (вторая жена).
- Преподобный Уильям Говард (23 апреля 1815 года — 12 мая 1881 года).